# Dirigisme
Le dirigisme est une doctrine économique définie par un interventionnisme important de l'État dans le système économique afin de réguler l'activité des marchés. Le dirigisme peut accepter l'utilité économique de ces marchés, mais considère importante une intervention régulière dans le but de les soumettre à une volonté politique.
Le dirigisme est une manifestation de l'étatisme, qui traduit une méfiance à l'égard des mécanismes de marché, dont l'utilité économique est néanmoins acceptée. Le dirigisme insiste sur le besoin d'une intervention active de l'État dans l'économie, nommée volontarisme. Le dirigisme permet à l’État de suppléer à l'initiative privée. Dans une conception large, il assure l'orientation de l'activité économique par le contrôle du crédit, de la monnaie, de la fiscalité, etc..

## Histoire
Le terme de dirigisme apparaît après les années 1930. On parle parfois d'économie planifiée, bien que les deux termes ne se recoupent pas toujours. Il peut désigner l'attitude d'un État développementaliste tel que l'Asie en a connu au XXe siècle, et dont le ministère de l’Économie était le bras armé d'une stratégie de croissance impliquant une coopération étroite entre la puissance publique et le secteur privé. Ce fut par exemple le cas de la Corée du Sud jusqu'à son tournant néolibéral à la fin du XXe siècle.
L'utilisation en France du Commissariat général du Plan et de l'influence de la puissance publique dans l'économie durant les Trente Glorieuses, permise par une haute fonction publique particulièrement active, a été qualifiée de « néo-dirigisme technocratique ». Edmond Giscard d'Estaing publie en 1947 un ouvrage appelé Faillite du dirigisme. Certains auteurs font remonter le dirigisme à la française au colbertisme, par lequel l’État s'était donné un rôle prépondérant dans l'économie afin de répondre à plusieurs défis géopolitiques.